# Sacky
Sacky, pseudonimo di Sami Abou El Hassan (Milano, 19 Dicembre 2001), è un rapper italiano.

## Controversie
Controversie e vicende giudiziarie
A partire dal 2019, Sacky è stato coinvolto in una serie di procedimenti giudiziari: è finito nell’operazione “Paranza” per aggressioni ai danni di coetanei nella zona dell’Arco della Pace, è stato denunciato per furto aggravato, lesioni personali (2019–2020), guida senza patente (Rimini, 2020) e per vilipendio, istigazione a delinquere e porto abusivo d’armi, in concorso con altri rapper, in seguito alla diffusione di determinati video sui social. In seguito a questi fatti, è stato affidato alla comunità Kayròs per un percorso di riabilitazione. 
Nell’aprile 2021 ha incontrato il sindaco di Milano, Beppe Sala, grazie a un progetto promosso da don Claudio Burgio, che prevedeva l’istituzione di un centro giovanile nel quartiere San Siro. Alcuni politici hanno sollevato critiche per la scelta di accogliere pubblicamente rapper con precedenti durante una fase di tensioni urbane accentuate. 

## Discografia
EP
- Quello Vero

ALBUM
- Balordo